# Астров, Александр Иванович
Алекса́ндр Ива́нович А́стров (1872, Москва — 1919, Москва) — российский учёный, инженер-гидравлик.

## Биография
Родился в 1872 году. Отец — московский врач, преподаватель Военно-фельдшерской школы Иван Николаевич, сын сельского священника Николая Яковлевича (который первоначально носил фамилию Островский, но на экзамене у архиерея за интерес к астрономии был «переименован» в Астрова); мать — Елизавета Павловна, дочь генерала П. Д. Кобелева.
В семье также ещё родились:
- Павел (1866—1919).
- Николай (1868—1934).
- Владимир (?—1919)[1].

Среднее образование получил во 2-й московской гимназии. Недолго учился в Горном институте в Петербурге и на медицинском факультете Московского университета. В конечном итоге высшее образование получил на механическом отделении Московского технического училища (вып. 1895); оставлен при кафедре профессором Д. С. Зерновым. В 1896 году был на стажировке за границей: посетил ряд машиностроительных заводов Германии, Швеции и Франции; слушал лекции в германских высших технических школах.
В 1897 году начал преподавать в ИМТУ проектирование паровых котлов и черчение; с ноября 1898 года — проектирование и построение машин.

Работал инженером на машиностроительных заводах в Рязани и Мытищах. Был автором проекта гидравлической лаборатории ИМТУ, руководил её постройкой, начавшейся в 1899 году, в дальнейшем возглавлял эту лабораторию. Стал основателем научной школы гидравлики в ИМТУ. По воспоминаниям современников 

Вскоре Александр Иванович становится одним из авторитетнейших русских гидравликов. Он издаёт курс лекций по водяным турбинам, «Гидравлику» — книгу, поражающую стройностью и точностью изложения.

В 1905—1906 годах — первый декан механического отделения, в создании которого сыграл значительную роль; во многом усилиями Астрова это отделение стало образцом для других русских технических учебных заведений.
С сентября 1909 года — адъюнкт-профессор, с февраля 1913 года — профессор по прикладной механике и теории построения машин.
В 1911—1914 годах был помощником директора ИМТУ и состоял вице-президентом Политехнического общества.
С 1914 года был также профессором кафедры практической механики Московского сельскохозяйственного института и, одновременно, с сентября 1914 года, сверхштатным ординарным профессором московского коммерческого института по кафедре прикладной механики.
Во время Первой мировой войны участвовал в работе для нужд армии. В 1915 году, как представитель общественных организаций, был командирован в Ригу, а в 1916 году — в США и Великобританию — в качестве члена Русского заготовительного комитета, занимавшегося организацией поставок вооружений для русской армии.
В апреле 1917 года был назначен управляющим учебным отделом Министерства торговли и промышленности. После прихода к власти большевиков продолжил преподавательскую деятельность в сельскохозяйственном институте.

### Гибель
Был арестован сотрудниками ВЧК в ночь с 1 на 2 сентября 1919 года по обвинению в участии в деятельности подпольной антибольшевистской организации «Национальный центр». В ночь на 15 сентября 1919 года был расстрелян вместе с другими обвиняемыми по этому делу.

В книге «Памяти погибших», изданной в Париже под редакцией его брата Николая Ивановича, так говорится о последнем периоде жизни учёного: 

Когда его уговаривали укрыться от начавшихся преследований, ибо ясно было, что его популярное имя должно привлечь внимание чекистов, он наотрез отказался, зная, что жить крадучись он не сумеет, так как такая жизнь была бы противна всей его натуре. И он не укрылся, не погнулся, не склонился. Он был арестован и через несколько дней убит… Вернувшись после одного из допросов ЧК в свою камеру, он сказал: «Я знаю, они меня расстреляют». Больше он не возвращался к этому вопросу. Скоро он овладел собой и сохранил до конца спокойствие духа. Он только тревожился за семью и за других, которые могут погибнуть.

Перед смертью А. И. Астров попросил принести ему в камеру свою «Гидравлику» — это было его последнее чтение.
В официальной большевистской публикации, как отмечает историк русской революции С. П. Мельгунов, было сказано:
«Шпион Деникина». «У Астровых при обыске были найдены: проект реорганизации по свержении советской власти судов, транспорта, продовольствия и записка (?!) в Добровольческую армию»

## Семья
Сын — Николай Александрович Астров (1906—1992).